# Уравнение состояния Редлиха — Квонга
Уравнение состояния Редлиха — Квонга — двухпараметрическое уравнение состояния реального газа, полученное О. Редлихом (англ. O. Redlich) и Дж. Квонгом (англ. J. N. S. Kwong) в 1949 году как улучшение уравнения Ван-дер-Ваальса. При этом Отто Редлих в своей статье 1975 года пишет, что уравнение не опирается на теоретические обоснования, а является по сути удачной эмпирической модификацией ранее известных уравнений.

## Описание
Уравнение имеет вид:
{\displaystyle P={\frac {RT}{V-b}}-{\frac {a}{T^{0{,}5}V(V+b)}},}
где {\displaystyle P} — давление, Па;
- {\displaystyle T} — абсолютная температура, К;
- {\displaystyle V} — мольный объём, м³/моль;
- {\displaystyle R=8{,}31441\pm 0{,}00026} — универсальная газовая постоянная, Дж/(моль·К);
- {\displaystyle a} и {\displaystyle b} — некоторые константы, зависящие от конкретного вещества.

Из условий термодинамической устойчивости в критической точке — {\displaystyle \left({\frac {dT}{dV}}\right)_{T_{\mathrm {k} }}=0} и {\displaystyle \left({\frac {d^{2}T}{dV^{2}}}\right)_{T_{\mathrm {k} }}=0} ({\displaystyle T_{\mathrm {k} }} — критическая температура) — можно получить, что:
{\displaystyle a={\frac {1}{9\cdot ({\sqrt[{3}]{2}}-1)}}{\frac {R^{2}T_{\mathrm {k} }^{2{,}5}}{P_{\mathrm {k} }}}\approx {\frac {0{,}42748R^{2}T_{\mathrm {k} }^{2{,}5}}{P_{\mathrm {k} }}},}
{\displaystyle b={\frac {{\sqrt[{3}]{2}}-1}{3}}{\frac {RT_{\mathrm {k} }}{P_{\mathrm {k} }}}\approx {\frac {0{,}08664RT_{\mathrm {k} }}{P_{\mathrm {k} }}},}
где {\displaystyle P_{\mathrm {k} }} — критическое давление.
Представляет интерес разрешение уравнения Редлиха — Квонга относительно коэффициента сжимаемости {\displaystyle Z={\frac {PV}{RT}}}. В этом случае имеем кубическое уравнение:
{\displaystyle Z^{3}-Z^{2}+(A-B^{2}-B)Z-AB=0,}
где {\displaystyle A={\frac {aP}{R^{2}T^{2{,}5}}},\;B={\frac {bP}{RT}}}.
Уравнение Редлиха — Квонга применимо, если выполняется условие {\displaystyle {\frac {P}{P_{\mathrm {k} }}}<0{,}5{\frac {T}{T_{\mathrm {k} }}}}.
После 1949 года было получено несколько обобщений и модификаций уравнения Редлиха — Квонга (см. ниже), однако как показали А. Бьерре (A. Bjerre) и Т. Бак (T. A. Bak) оригинальное уравнение более точно описывает поведение газов.

## Модификация Грея — Рента — Зудкевича
Р. Грей (R. D. Gray, Jr.), Н. Рент (N. H. Rent) и Д. Зудкевич предложили скорректировать коэффициент сжимаемости {\displaystyle Z_{\mathrm {RK} }}, полученный из кубического уравнения Редлиха — Квонга, введя корректирующий член {\displaystyle \Delta Z}:
{\displaystyle Z'=Z_{\mathrm {RK} }+\Delta Z,}
где {\displaystyle Z'} — модифицированный коэффициент сжимаемости;
{\displaystyle \Delta Z=-0{,}04666626T_{\mathrm {r} }^{2}P_{\mathrm {r} }^{2}\exp[-7000(1-T_{\mathrm {r} })^{2}-770(1{,}02-P_{\mathrm {r} })^{2}]\,-}
{\displaystyle -\,\omega (0{,}464419-0{,}424568T_{\mathrm {r} }^{2}){\frac {P_{\mathrm {r} }}{T_{\mathrm {r} }^{4}+P_{\mathrm {r} }^{4}}}\,-\,\omega (41{,}76451266-40{,}47298767T_{\mathrm {r} }){\frac {P_{\mathrm {r} }^{2}}{(1+T_{\mathrm {r} })^{4}+P_{\mathrm {r} }^{4}}}\,-}
{\displaystyle -\,[0{,}11386032-\omega (12{,}55135462-12{,}5583112T_{\mathrm {r} })]{\frac {P_{\mathrm {r} }^{3}}{(1+T_{\mathrm {r} })^{4}+P_{\mathrm {r} }^{4}}},}
где {\displaystyle T_{\mathrm {r} }={\frac {T}{T_{\mathrm {k} }}}} — приведённая температура, {\displaystyle P_{\mathrm {r} }={\frac {P}{P_{\mathrm {k} }}}} — приведённое давление, {\displaystyle \omega } — фактор ацентричности Питцера.
Модификация Грея и др. получена для {\displaystyle T_{\mathrm {r} }<1{,}1} и {\displaystyle P_{\mathrm {r} }\leqslant 2{,}0}.

## Другие модификации
Другим путём получения модификаций оригинального уравнения состояния Редлиха — Квонга является запись его в виде:
{\displaystyle Z={\frac {V}{V-b}}-{\frac {1}{3({\sqrt[{3}]{2}}-1)^{2}}}{\frac {b}{V+b}}F(\omega ,\;T_{\mathrm {r} }),}
где {\displaystyle F(\omega ,\;T_{\mathrm {r} })} — модифицирующая функция.
Для самого уравнения Редлиха — Квонга {\displaystyle F(\omega ,\;T_{\mathrm {r} })=F(T_{\mathrm {r} })=T_{\mathrm {r} }^{-1{,}5}}.

### Модификация Вильсона
У Г. Вильсона (G. M. Wilson) модифицирующая функция имеет вид:
{\displaystyle F(\omega ,\;T_{\mathrm {r} })=1+(1{,}57+1{,}62\omega )\left({\frac {1}{T_{\mathrm {r} }}}-1\right).}
Вильсон показал, что его форма уравнения даёт хорошие результаты по поправкам к энтальпии на давление не только для полярных (включая аммиак), но и для неполярных веществ.

### Модификация Барне — Кинга
Барне (F. J. Barnès), а позднее Кинг (C. J. King) предложили в 1973—74 годах следующую модификацию:
{\displaystyle F(\omega ,\;T_{\mathrm {r} })=1+(0{,}9+1{,}21\omega )(T_{\mathrm {r} }^{-1{,}5}-1).}
Барне и Кинг применяли свою модификацию также для смесей как углеводородов, так и неуглеводородов.

### Модификация Соаве
Г. Соаве (G. Soave) было предложено следующее уравнение:
{\displaystyle F(\omega ,\;T_{\mathrm {r} })={\frac {1}{T_{\mathrm {r} }}}[1+(0{,}480+1{,}574\omega -0{,}176\omega ^{2})(1-T_{\mathrm {r} }^{0{,}5})]^{2}.}
Для водорода было получено более простое уравнение:
{\displaystyle F(\omega ,\;T_{\mathrm {r} })=F(T_{\mathrm {r} })=1{,}202\exp(-0{,}30288T_{\mathrm {r} }).}
Вест (E. W. West) и Эрбар (J. H. Erbar), используя уравнение Соаве для систем лёгких углеводородов, пришли к выводу, что оно является очень точным при определении параметров фазового равновесия пар—жидкость и поправок к энтальпии на давление.